# Ernst Nagelschmitz
Ernst Nagelschmitz (* 1. Mai 1902 in Budapest, Österreich-Ungarn; † 23. Mai 1987 in München) war ein deutscher Fußballspieler, der mit dem FC Bayern München 1932 Deutscher Meister wurde und 1926 ein Länderspiel für die A-Nationalmannschaft bestritt.

## Karriere

### Verein
Der in Budapest geborene Ernst Nagelschmitz kam im Alter von neun Jahren mit seinen Eltern nach München. 1915 schloss er sich 13-jährig dem FC Bayern München an und rückte am 27. Juli 1920 gemeinsam mit Josef Pöttinger und Franz Dietl aus der Jugendabteilung in die erste Mannschaft der „Rothosen“ auf. Der brillante Techniker war zumeist auf der Außenläuferposition mit dem Spielaufbau betraut. Im Finale um den Süddeutschen Pokal unterlag er mit den Bayern am 17. Juni 1923 auf dem MTV-Platz an der Marbachstraße jedoch der SpVgg Fürth mit 3:4.
Sein erster fußballerischer Höhepunkt wurde die Saison 1925/26. Zunächst belegte er mit dem FC Bayern München in der Bezirksliga Bayern den ersten Rang und kam auch gegen den SV 1860 München beim 2:0-Sieg am 26. September und beim 3:3-Unentschieden am 20. Dezember 1925 in den Stadtderbys zum Einsatz.
In der Endrunde um die süddeutsche Meisterschaft, die die Bayern mit 18:2 Punkten für sich entschieden, lagen sie drei Punkte vor der SpVgg Fürth. Überraschend verlor er mit Mitspielern wie Kutterer, Pöttinger und Hofmann am 16. Mai 1926 das Achtelfinale der Endrunde um die deutsche Meisterschaft bei Fortuna Leipzig mit 0:2 Toren. Zwei Jahre später, 1927/28, gewann er mit den Bayern wiederum die Meisterschaft in der Bezirksliga, Gruppe Südbayern und die der Süddeutschen und zog erneut in die Endrunde um die deutsche Meisterschaft ein. In dieser setzte er sich mit der Mannschaft gegen Wacker Halle mit 3:0 und die SpVgg Sülz 07 (Vorläufer des 1. FC Köln) mit 5:2 durch; unterlag allerdings im Halbfinale gegen den Hamburger SV mit 2:8, nachdem es zur Halbzeit noch 1:1 gestanden hatte. Er bildete dabei mit Josef Hofmeister und Ludwig Goldbrunner die Läuferreihe, die aber die Torjägerqualitäten von Otto Harder, Franz Horn und Hans Rave nicht unterbinden konnte. In der Saison 1931/32 gewann er mit der Mannschaft erneut die Meisterschaft in der Bezirksliga Bayern, Gruppe Südbayern, anschließend die Endrunde um die süddeutsche Meisterschaft mit einem Punkt vor dem 1. FC Nürnberg in der Gruppe Süd/Ost. Nach der Endspielniederlage um die süddeutsche Meisterschaft gegen Eintracht Frankfurt, dem Sieger der Gruppe Nord/West, nahm er mit den Bayern an der Endrunde um die deutsche Meisterschaft 1931/32 teil. In dieser kam er in drei von vier Spielen (außer dem Viertelfinale) zum Einsatz und gehörte am 12. Juni 1932 in Nürnberg der im Endspiel mit 2:0 gegen Eintracht Frankfurt erfolgreichen Mannschaft an.
Den Gewinn der ersten deutschen Fußballmeisterschaft 1932 erkämpfte er unter Trainer Richard Dombi als linker Außenläufer mit den Abwehrrecken Haringer, Heidkamp und Goldbrunner und im Sturm agierten Bergmaier, Krumm und Rohr. Dabei musste Nagelschmitz noch vor dem Halbzeitpfiff verletzt ausscheiden. Das Finale in Nürnberg war für den hochgewachsenen Außenläufer und brillanten Techniker bereits sein 378. Einsatz für den FC Bayern München. Erst fünf Jahre später beendete er seine Laufbahn. Mit der Halbfinalteilnahme 1928 und dem Gewinn der deutschen Meisterschaft 1932 war es dem FC Bayern München gelungen, sich in der Gruppe der leistungsstärksten und prominentesten deutschen Vereine zu etablieren.

### Nationalmannschaft
Nagelschmitz debütierte am 18. April 1926 in Düsseldorf in der A-Nationalmannschaft, als diese mit 4:2 gegen die Auswahl der Niederlande gewann; dreifacher Torschütze war sein Vereinsmitspieler Josef Pöttinger. Drei Wochen zuvor, am 28. März, hatte er bei der Kampfspielpokal-Begegnung von Süddeutschland gegen Mitteldeutschland (3:1) in München als linker Außenläufer an der Seite von Hans Hagen und Ludwig Leinberger überzeugen können.
Während des olympischen Fußballturniers 1928 in Amsterdam gehörte er zum Mannschaftsaufgebot wie auch seine Vereinsmitspieler Kutterer, Hofmann und Pöttinger. Ein Einsatz in beiden Turnierspielen, in dem die deutsche Mannschaft am 3. Juni mit 1:4 gegen die Auswahl und späteren Turniersieger Uruguay im Viertelfinale ausschied, blieb ihm verwehrt. Reichstrainer Otto Nerz setzte in der Läuferreihe auf Georg Knöpfle, Hans Kalb und Ludwig Leinberger.

## Sonstiges
Der Finanzbeamte war bis kurz vor seinem Tode im Jahr 1987 ein begeisterter Eisstockschütze und ständiger Gast bei den Heimspielen des FC Bayern, bei dem er auch Ehrenmitglied war.